# Lee Jong-ho
Lee Jong-ho (hangul: 이종호), född 24 februari 1992 i Suncheon, är en sydkoreansk fotbollsspelare. Han spelar för Jeonnam Dragons i K League Classic och för Sydkoreas landslag.